# Оравуярви
Оравуярви — озеро на территории Ведлозерского сельского поселения Пряжинского района Республики Карелия.

## Общие сведения
Площадь озера — 0,9 км². Располагается на высоте 88,7 метра над уровнем моря.
Форма озера продолговатая: вытянуто с северо-запада на юго-восток. Берега каменисто-песчаные, местами заболоченные.
Озеро протокой, впадающей в ручей Сювяноя, соединяется с Ведлозером.
Близ южного берега озера располагается деревня Куккойла, через которую проходит дорога 86К-371 («Подъезд к дер. Куккойла»). С севера озеро огибает трасса Р21 («Сортавала»).
Код объекта в государственном водном реестре — 01040300211102000014336.